# Grand Prix Formule 1 van Singapore 2014
De Grand Prix Formule 1 van Singapore 2014 werd gehouden op 21 september 2014 op het Marina Bay Street Circuit. Het was de veertiende race van het kampioenschap.

## Wedstrijdverslag

### Achtergrond

#### DRS-systeem
Voor het DRS-systeem werden, net zoals in 2013, twee detectiepunten gebruikt voor twee DRS-zones. Het eerste detectiepunt lag in bocht 4, waarna op het rechte stuk richting bocht 7 (Raffles Boulevard) het systeem gebruikt mocht worden. Het tweede detectiepunt lag in bocht 22, waarna het systeem op het rechte stuk van start/finish mocht worden gebruikt. Als een coureur bij deze detectiepunten binnen een seconde achter een andere coureur reed, mocht hij zijn achtervleugel open zetten.

### Kwalificatie
Lewis Hamilton was in zijn Mercedes zeven duizendste van een seconde sneller dan teamgenoot Nico Rosberg, waardoor hij de race vanaf pole position mocht aanvangen. Daniel Ricciardo kwalificeerde zich voor Red Bull als derde, voor teamgenoot Sebastian Vettel. Ferrari-coureur Fernando Alonso reed de vijfde tijd in de kwalificatie, terwijl Felipe Massa, die voor Williams aan het begin van de derde kwalificatie nog bovenaan stond, als zesde startte. De zevende plaats was voor de Ferrari van Kimi Räikkönen, die echter aan het einde van de derde kwalificatie zijn tijd niet kon verbeteren omdat zijn auto vermogen verloor. Valtteri Bottas reed voor Williams de achtste tijd. De top 10 werd afgesloten door de McLaren van Kevin Magnussen en de Toro Rosso van Daniil Kvjat.

### Race
De race werd gewonnen door Lewis Hamilton, die zijn zevende overwinning van het seizoen behaalde. Teamgenoot Nico Rosberg kwam bij de opwarmronde niet weg vanaf plaats twee door een probleem met zijn stuurwiel, waardoor hij de race vanaf de laatste positie moest aanvangen. Na veertien ronden staakte hij de strijd, waardoor Hamilton tevens de leiding in het wereldkampioenschap overnam. De Red Bulls van Sebastian Vettel en Daniel Ricciardo maakten de podiumplaatsen vol. Fernando Alonso, die lange tijd op de tweede plaats reed, viel door een derde pitstop terug naar plaats vier, waarmee hij voor de als vijfde geëindigde Felipe Massa bleef. Jean-Éric Vergne eindigde voor Toro Rosso als zesde na in de laatste ronden zes auto's te hebben ingehaald, maar ondanks een straf van vijf seconden vanwege het meervoudig buiten de baan rijden bleef hij zesde. De Force India's van Sergio Pérez en Nico Hülkenberg eindigden als zevende en negende, met Kimi Räikkönen tussen hen in. Kevin Magnussen wist op de tiende plaats het laatste punt te behalen.
Door een safetycarfase van zeven ronden, veroorzaakt door een touché tussen Sergio Pérez en de Sauber van Adrian Sutil, kon de race niet binnen de vooraf gestelde tijd van twee uur voltooid worden. In plaats van 61 ronden werd hierdoor na 60 ronden de finishvlag gezwaaid.

## Vrije trainingen
- Er wordt enkel de top 5 weergegeven.

| Vrije training 1 | Pos | No | Coureur          | Constructeur       | Tijd     |
| ---------------- | --- | -- | ---------------- | ------------------ | -------- |
| Vrije training 1 | 1   | 14 | Fernando Alonso  | Ferrari            | 1:49.056 |
| Vrije training 1 | 2   | 44 | Lewis Hamilton   | Mercedes           | 1:49.178 |
| Vrije training 1 | 3   | 6  | Nico Rosberg     | Mercedes           | 1:49.205 |
| Vrije training 1 | 4   | 1  | Sebastian Vettel | Red Bull-Renault   | 1:49.874 |
| Vrije training 1 | 5   | 3  | Daniel Ricciardo | Red Bull-Renault   | 1:50.122 |
| Vrije training 2 | Pos | No | Coureur          | Constructeur       | Tijd     |
| Vrije training 2 | 1   | 44 | Lewis Hamilton   | Mercedes           | 1:47.490 |
| Vrije training 2 | 2   | 14 | Fernando Alonso  | Ferrari            | 1:47.623 |
| Vrije training 2 | 3   | 3  | Daniel Ricciardo | Red Bull-Renault   | 1:47.790 |
| Vrije training 2 | 4   | 7  | Kimi Räikkönen   | Ferrari            | 1:48.031 |
| Vrije training 2 | 5   | 1  | Sebastian Vettel | Red Bull-Renault   | 1:48.041 |
| Vrije training 3 | Pos | No | Coureur          | Constructeur       | Tijd     |
| Vrije training 3 | 1   | 14 | Fernando Alonso  | Ferrari            | 1:47.299 |
| Vrije training 3 | 2   | 3  | Daniel Ricciardo | Red Bull-Renault   | 1:47.350 |
| Vrije training 3 | 3   | 6  | Nico Rosberg     | Mercedes           | 1:47.488 |
| Vrije training 3 | 4   | 25 | Jean-Éric Vergne | Toro Rosso-Renault | 1:47.693 |
| Vrije training 3 | 5   | 1  | Sebastian Vettel | Red Bull-Renault   | 1:47.711 |

Testcoureurs:
geen

## Kwalificatie
| Pos                 | No | Coureur           | Constructeur         | Q1       | Q2       | Q3       | Grid |
| ------------------- | -- | ----------------- | -------------------- | -------- | -------- | -------- | ---- |
| 1                   | 44 | Lewis Hamilton    | Mercedes             | 1:46.921 | 1:46.287 | 1:45.681 | 1    |
| 2                   | 6  | Nico Rosberg      | Mercedes             | 1:47.244 | 1:45.825 | 1:45.688 | 2    |
| 3                   | 3  | Daniel Ricciardo  | Red Bull-Renault     | 1:47.488 | 1:46.493 | 1:45.854 | 3    |
| 4                   | 1  | Sebastian Vettel  | Red Bull-Renault     | 1:47.476 | 1:46.586 | 1:45.902 | 4    |
| 5                   | 14 | Fernando Alonso   | Ferrari              | 1:46.889 | 1:46.328 | 1:45.907 | 5    |
| 6                   | 29 | Felipe Massa      | Williams-Mercedes    | 1:47.615 | 1:46.472 | 1:46.000 | 6    |
| 7                   | 7  | Kimi Räikkönen    | Ferrari              | 1:46.685 | 1:46.359 | 1:46.170 | 7    |
| 8                   | 77 | Valtteri Bottas   | Williams-Mercedes    | 1:47.196 | 1:46.622 | 1:46.187 | 8    |
| 9                   | 20 | Kevin Magnussen   | McLaren-Mercedes     | 1:47.976 | 1:46.700 | 1:46.250 | 9    |
| 10                  | 26 | Daniil Kvjat      | Toro Rosso-Renault   | 1:47.656 | 1:46.926 | 1:47.362 | 10   |
| 11                  | 22 | Jenson Button     | McLaren-Mercedes     | 1:47.161 | 1:46.943 |          | 11   |
| 12                  | 25 | Jean-Éric Vergne  | Toro Rosso-Renault   | 1:47.407 | 1:46.989 |          | 12   |
| 13                  | 27 | Nico Hülkenberg   | Force India-Mercedes | 1:47.370 | 1:47.308 |          | 13   |
| 14                  | 21 | Esteban Gutiérrez | Sauber-Ferrari       | 1:47.970 | 1:47.333 |          | 14   |
| 15                  | 11 | Sergio Pérez      | Force India-Mercedes | 1:48.143 | 1:47.575 |          | 15   |
| 16                  | 8  | Romain Grosjean   | Lotus-Renault        | 1:47.862 | 1:47.812 |          | 16   |
| 17                  | 99 | Adrian Sutil      | Sauber-Ferrari       | 1:48.324 |          |          | 17   |
| 18                  | 13 | Pastor Maldonado  | Lotus-Renault        | 1:49.063 |          |          | 18   |
| 19                  | 17 | Jules Bianchi     | Marussia-Ferrari     | 1:49.440 |          |          | 19   |
| 20                  | 10 | Kamui Kobayashi   | Caterham-Renault     | 1:50.405 |          |          | 20   |
| 21                  | 4  | Max Chilton       | Marussia-Ferrari     | 1:50.473 |          |          | 21   |
| 22                  | 9  | Marcus Ericsson   | Caterham-Renault     | 1:52.287 |          |          | 22   |
| 107% tijd: 1:54.152 |    |                   |                      |          |          |          |      |

## Race
| Pos | No | Coureur           | Constructeur         | Rondes | Tijd/Oorzaak uitval | Grid | Punten |
| --- | -- | ----------------- | -------------------- | ------ | ------------------- | ---- | ------ |
| 1   | 44 | Lewis Hamilton    | Mercedes             | 60     | 2:00:04.795         | 1    | 25     |
| 2   | 1  | Sebastian Vettel  | Red Bull-Renault     | 60     | +13.534             | 4    | 18     |
| 3   | 3  | Daniel Ricciardo  | Red Bull-Renault     | 60     | +14.273             | 3    | 15     |
| 4   | 14 | Fernando Alonso   | Ferrari              | 60     | +15.389             | 5    | 12     |
| 5   | 19 | Felipe Massa      | Williams-Mercedes    | 60     | +42.161             | 6    | 10     |
| 6   | 25 | Jean-Éric Vergne  | Toro Rosso-Renault   | 60     | +56.801             | 12   | 8      |
| 7   | 11 | Sergio Pérez      | Force India-Mercedes | 60     | +59.038             | 15   | 6      |
| 8   | 7  | Kimi Räikkönen    | Ferrari              | 60     | +1:00.641           | 7    | 4      |
| 9   | 27 | Nico Hülkenberg   | Force India-Mercedes | 60     | +1:01.661           | 13   | 2      |
| 10  | 20 | Kevin Magnussen   | McLaren-Mercedes     | 60     | +1:02.230           | 9    | 1      |
| 11  | 77 | Valtteri Bottas   | Williams-Mercedes    | 60     | +1:05.065           | 8    |        |
| 12  | 13 | Pastor Maldonado  | Lotus-Renault        | 60     | +1:06.915           | 18   |        |
| 13  | 8  | Romain Grosjean   | Lotus-Renault        | 60     | +1:08.029           | 16   |        |
| 14  | 26 | Daniil Kvjat      | Toro Rosso-Renault   | 60     | +1:12.008           | 10   |        |
| 15  | 9  | Marcus Ericsson   | Caterham-Renault     | 60     | +1:34.188           | 22   |        |
| 16  | 17 | Jules Bianchi     | Marussia-Ferrari     | 60     | +1:34.543           | 19   |        |
| 17  | 4  | Max Chilton       | Marussia-Ferrari     | 59     | +1 ronde            | 21   |        |
| DNF | 22 | Jenson Button     | McLaren-Mercedes     | 52     | Shutdown            | 11   |        |
| DNF | 99 | Adrian Sutil      | Sauber-Ferrari       | 40     | Waterdruk           | 17   |        |
| DNF | 21 | Esteban Gutiérrez | Sauber-Ferrari       | 17     | Elektrisch          | 14   |        |
| DNF | 6  | Nico Rosberg      | Mercedes             | 13     | Elektrisch          | 2    |        |
| DNS | 10 | Kamui Kobayashi   | Caterham-Renault     | 0      | Motor               | 20   |        |

## Standen na de Grand Prix

### Coureurs
| Positie | Nummer | Rijder           | Team             | Punten |
| ------- | ------ | ---------------- | ---------------- | ------ |
| 1       | 44     | Lewis Hamilton   | Mercedes         | 241    |
| 2       | 6      | Nico Rosberg     | Mercedes         | 238    |
| 3       | 3      | Daniel Ricciardo | Red Bull-Renault | 181    |
| 4       | 14     | Fernando Alonso  | Ferrari          | 133    |
| 5       | 1      | Sebastian Vettel | Red Bull-Renault | 124    |

### Constructeurs
| Positie | Nummers | Team                 | Rijders                           | Punten |
| ------- | ------- | -------------------- | --------------------------------- | ------ |
| 1       | 6 44    | Mercedes             | Nico Rosberg Lewis Hamilton       | 479    |
| 2       | 1 3     | Red Bull-Renault     | Sebastian Vettel Daniel Ricciardo | 305    |
| 3       | 19 77   | Williams-Mercedes    | Felipe Massa Valtteri Bottas      | 187    |
| 4       | 7 14    | Ferrari              | Fernando Alonso Kimi Räikkönen    | 178    |
| 5       | 11 27   | Force India-Mercedes | Sergio Pérez Nico Hülkenberg      | 117    |